# Metaestabilidad

Un sistema metaestable con un estado débilmente estable (1), un estado inestable de transición (2) y un estado fuertemente estable (3).

La metaestabilidad es la propiedad que exhibe un sistema con varios estados de equilibrio, cuando permanece en un estado de equilibrio débilmente estable durante un considerable período de tiempo. Sin embargo, bajo la acción de perturbaciones externas (a veces no fácilmente detectables) dichos sistemas exhiben una evolución temporal hacia un estado de equilibrio fuertemente estable. Normalmente la metaestabilidad es debida a transformaciones de estado lentas.
Si representamos un sistema físico-químico por su energía potencial, un estado metaestable estará caracterizado por un estado que corresponde a un mínimo local de energía. Para que el sistema pueda alcanzar el estado de energía mínima que corresponde al estado de equilibrio termodinámico, es necesario suministrarle una cantidad de energía llamada energía de activación.

## Metaestabilidad química
Por ejemplo, a temperatura ambiente los diamantes son metaestables porque la transformación a su forma estable, el grafito, es extremadamente lenta. A mayores temperaturas, la tasa de transformación se incrementa y el diamante se convierte en grafito.
La martensita es una fase metaestable que se utiliza en el control de la dureza de la mayoría de los aceros mediante las transformaciones martensíticas.

## Metaestabilidad biológica
Los enlaces entre los elementos constructivos de los polímeros como el ADN, ARN y las proteínas son también metaestables.
Los componentes carbonados que constituyen los seres vivos son metaestables. Una enzima es un biocatalizador capaz de establecer enlaces débiles con su sustrato a nivel de su lugar activo. La energía de enlace liberada está en el origen de la disminución de la energía de activación de la reacción. De este modo, la reacción se activa cinéticamente (ecuación de Arrhenius). Una enzima puede acelerar la constante de velocidad de la  reacción que cataliza: así, reacciones químicas muy lentas sin catalizador son aceleradas hasta hacerse utilizables por el metabolismo.

## Metaestabilidad física
En física, un estado metaestable es un estado que es un mínimo local de energía, que no es totalmente estable bajo perturbaciones del sistema por encima de cierta magnitud.
Las gotas de agua pura en suspensión en un aire también muy puro no se congelan a los 0 °C, sino que siguen en estado líquido hasta alcanzar los - 39 °C lo que se conoce como sobrefusión. Este estado de sobrefusión cesa bruscamente cuando la gota entra en contacto con un cuerpo externo (como un cristal de hielo).
Para un isótopo radiactivo, el estado de inestabilidad está caracterizado por el período radiactivo de desintegración, más o menos largo (abarcando desde minutos hasta varios siglos e incluso millones de años).

### En física atómica
En física atómica, un nivel metaestable es aquel en el que un electrón excitado permanece débilmente estable mucho más tiempo antes de decaer a un nivel inferior de energía. La permanencia del electrón en este nivel está determinada por el coeficiente de Einstein ({\displaystyle \beta _{2}}) para este nivel. Cuanto mayor sea {\displaystyle \beta _{2}}, mayor será la permanencia del electrón en este estado.
Todos los estados energéticos de un electrón en una molécula o átomo, por encima del estado fundamental son metaestables. Todos ellos son estados de equilibrio, como prueba el hecho de que sean estados estacionarios del hamiltoniano del modelo atómico de Schrödinger.
Sin embargo, cuando un electrón está en un estado excitado (uno de energía no mínima), y existe algún estado inferior desocupado, las propias perturbaciones del campo electromagnético asociado al electrón hace que este decaiga a un estado de energía inferior emitiendo un fotón.

## Metaestabilidad matemática
René Thom utiliza el término metaestabilidad para designar una "catástrofe" virtual, potencial o latente, el camíno crítico de la diferenciación o catástrofe de la morfogénesis o aparición de una forma nueva acompañada de la desaparición de la antigua forma. La metaestabilidad también puede ser en términos económicos la realización o la acción de tener un equilibrio estable (que es la continuidad de los precios en la balanza de pagos), además de que posee el equilibrio inestable que es aquel que muestra la desigualdad o el cambio periódico de los precios en la balanza de pagos

## En electrónica digital
Los circuitos electrónicos digitales basan su funcionamiento en la manipulación mediante álgebra binaria de los niveles lógicos 0 y 1, que físicamente se corresponden con niveles de tensión, típicamente tierra y la tensión de alimentación. 
Uno de los componentes básicos empleados en los circuitos digitales son los biestables. Estos componentes tienen la facultad de mantener un nivel lógico (1 o 0), permitiendo al circuito memorizar estados (ver circuitos secuenciales). 
Los biestables síncronos requieren una señal periódica de reloj, que les indica cuándo tienen permitido cambiar de estado. Si la señal de entrada cambia de valor justo en el instante que recibe el pulso de reloj, el biestable capturará un valor intermedio entre las tensiones correspondientes a los niveles lógicos 0 y 1. Este estado en el cual un biestable almacena un nivel lógico no válido se denomina estado metaestable, y puede provocar que el circuito digital opere de forma inesperada o errónea, o incluso causar daños al circuito. 
El estado metaestable, aunque teóricamente puede mantenerse indefinidamente, siempre acabará resolviéndose en un valor lógico válido 0 o 1, aunque no es posible saber cuánto tiempo tardará. Un diseño cuidadoso del componente biestable asegurará que el tiempo medio de resolución sea lo suficientemente bajo como para evitar que pueda poner en peligro el funcionamiento correcto del circuito. Técnicas de diseño de más alto nivel, como el uso de circuitos sincronizadores consistentes en varios biestables en cascada (diseño síncrono), o de circuitos de handshake, dan mayor robustez al diseño frente al problema de la metaestabilidad, minimizando la probabilidad de que suceda hasta un nivel despreciable. Pese a todo, en circuitos digitales complejos de varios cientos de miles de puertas lógicas y varias señales de reloj asíncronas entre sí, como los presentes en todos los chips digitales que se fabrican en la actualidad, evitar los estados metaestables es un desafío que requiere gran cuidado por parte del diseñador.